# Вотье
Вотье (Румянцева) (англ. Wotje, марш. Wōjjā [ɔ̯ɔ͡ɛtʲːææ̯]) — атолл в Тихом океане в цепи Ратак (Маршалловы Острова). Ближайший материк, Австралия, расположен в 3800 км. Население 859 человек (2011).

## География
Остров имеет прямоугольную форму. Состоит из 75 островков, или моту. Площадь сухопутной части Вотье составляет 8,18 км², площадь лагуны — 624,34 км².
Остров покрыт густыми зарослями типичной для атоллов растительности. Широко распространена кокосовая пальма, завезённая человеком.
Климат на Вотье тропический. Случаются разрушительные циклоны.

## История
Согласно мифологическим представлениям маршалльцев остров был создан богом Лова.
Предположительно, Вотье был впервые открыт европейцами 26 декабря 1542 года. Это сделал испанский путешественник Руи Лопес де Вильялобос. 29 июня 1788 года мимо атолла проплыли англичане Томас Гилберт и Джон Маршалл, назвавшие его «Островом Чатема» (англ. Chatham's Is).
В январе 1817 года и в апреле 1824 года на Вотье побывал русский путешественник Отто Евстафьевич Коцебу, назвавший его «островом Румянцева». Цепь заросших лесом островов была обнаружена 4 января 1817 года в ходе кругосветной экспедиции на бриге «Рюрик». Найдя на западной стороне окружающего атолл рифа проход, достаточно глубокий для прохождения там брига, Коцебу решил исследовать внутреннюю лагуну и острова рифа. Большая часть островов оказалась необитаемой, население наиболее крупных, расположенных в восточной части атолла, не превышало 30-60 человек. Островитяне строили парусные лодки-катамараны, самые крупные из которых достигали в длину 10 метров, вмещали 25 человек и на палубе соединяющей балансир с основным корпусом имели маленькую каюту. Основными продуктами питания аборигенов были плоды хлебного дерева, панданов и кокосовых пальм. Последние встречались только на нескольких крупных островах, на более мелких, исследователи заметили много свежих посадок этих пальм. Из животных, помимо птиц, на островах обитали небольшие ящерицы и множество крыс, которые не были эндемиками, а вероятно попали сюда ранее с кораблей или с обломков кораблекрушений.
Экспедиция изучала атолл больше месяца, установив с островитянами дружеские отношения и проведя планомерные этнографические и географические исследования. На атолле были оставлены козы, курицы и свиньи, а также посажены некоторые культурные растения (посадки были быстро уничтожены крысами). За месяц пребывания на островах, удалось записать и выучить основы языка местных жителей. От них Коцебу были получены сведения о нескольких соседних, еще не нанесенных на карты атоллах: Эрикуб, названный Коцебу островом Чичагова, Малоэлап (Аракчеева), Аилук (Крузенштерна), Аур (Де Траверсе) и др. В начале ноября 1817 года Коцебу вторично побывал на атолле, привезя на него несколько кошек для борьбы с крысами.
Впоследствии мимо острова проплывало множество торговых и китобойных судов.
В 1860-х годах на Маршалловых островах стали появляться первые германские торговцы копрой, а в 1874 году Испания официально объявила о своих притязаниях на архипелаг. 22 октября 1885 года Маршалловы острова были проданы Испанией Германии, которая управляла архипелагом через Джалуитскую компанию. Официально германский протекторат над островами был установлен 13 сентября 1886 года. С 1 апреля 1906 года все острова архипелага были в составе Германской Новой Гвинеи, подчиняясь окружному офицеру Каролинских островов. В 1914 году Маршалловы острова были захвачены японцами. В 1922 году острова стали мандатной территорией Лиги Наций под управлением Японии. С 1947 года архипелаг стал частью Подмандатной территорией Тихоокеанские острова под управлением США. В 1979 году Маршалловы острова получил ограниченную автономию, а в 1986 году с США был подписан Договор о свободной ассоциации, согласно которому США признавали независимость Республики Маршалловы Островов. С тех пор Вотье — часть Республики Маршалловы Острова.

## Население
В 2011 году численность населения Вотье составляла 859 человек. Остров образует один из 33 муниципалитетов Маршалловых Островов. В нижней палате парламента страны (марш. Nitijela) Вотье представляет один депутат.
Основное занятие местных жителей — производство копры.